# Università militare Nueva Granada
L'Università militare Nueva Granada (spagnolo: Universidad Militar Nueva Granada), chiamato anche UMNG è un ente pubblico di istruzione superiore. L'università si trova a Bogotà, in Colombia.